# Circe (cómic)
Circe es un personaje que aparece en las publicaciones y otros medios relacionados con DC Cómics. El personaje está basado en la figura mitológica griega del mismo nombre "Circe" quién encarceló a Odiseo en la odisea de Homero, es una bruja y hechicera malvada además de una importante enemiga de la Mujer Maravilla Circe aparecido por primera vez como una rubia deslumbrante en 1949 en la Mujer Maravilla, vol. 1, n.º #37, escrito por Robert Kanigher e ilustrado por Harry G. Peter. Haría su regreso en la edad de plata, al pasar de cabello rubio a negro, para combatir a Rip Hunter en Showcase #21 en 1959 (escrito por Jack Miller e ilustrado por Mike Sekowsky), seguido por múltiples apariciones siendo a veces aliada de Superman y Supergirl en Action Comics la amiga de Superman, Lois Lane. En 1962 su "creador" Robert Kanigher la enfrentó contra los Demonios marinos en Sea Devils #3, ilustrado por Russ Heath. Ella tendría un cambio de imagen en la edad de bronce (esta vez con el pelo castaño rojizo) en 1983  Mujer Maravilla #302, por Dan Mishkin y Gen Colan, haciendo apariciones en los próximos dos años. Circe Sería recreada en junio de 1988, por el artista/escritor de cómics George Pérez como parte de su reinicio de los enemigos de Mujer Maravilla. En esta versión, con ojos rojos y cabello violeta, convirtiéndose en uno de los principales enemigos de Mujer Maravilla posterior a la crisis. Circe fue reintroducida de nuevo en 2011 en Hombres de Guerra (vol. 2) #2, como parte del reinicio de la continuidad de DC conocido como Los Nuevos 52. Esta versión el personaje tiene el pelo color rojo sangre y la piel blanco pálido, fue escrito por Ivan Brandon e ilustrado por Tom Derenick.
Haciendo a un lado el cambio de color de su cabello, todo de estas versiones de Circe han retenido un conjunto de características claves: inmortalidad, gran belleza física, un poderoso control sobre la hechicería y brujería, una inclinación para convertir a los seres humanos en animales (como su antecedente mitológico), y una delicia en la humillación.

## Historia de la publicación

### Crisis en Tierras Infinitas
En la continuidad original de DC Cómics ( anterior a la Crisis en Tierras Infinitas), Circe es una hechicera con siglos de edad que se mantiene joven por un elixir llamado vitae. Está hecho de una combinación especial de plantas y hierbas. Mientras este viviendo en la isla Aeaea, Circe gana poderes mágicos. Circe es muy especializada en convertir a hombres en cualquier animal dependiendo de su personalidad, por sus delitos contra la mortandad, la Reina de las Amazonas Hippolyta la desterró a Sorca, "un planeta espacial, donde no puede hacer ningún daño".
Al regresar a la Tierra, Circe intento destruir a la Mujer Maravilla, habiendo oído del Oráculo en tiempos antiguos que la hija de Hippolyta sería su destrucción. A diferente de muchos enemigos de la Mujer Maravilla en la edad de oro, Circe no se arrepiente de fallar si no que crece su enemistad legendaria (Mujer maravilla #37)
En Captain Marvel Adventures #66, ambientado en la Tierra-S, se revela que el malvado inmortal Oggar le dio a Circe inmortalidad hace 3,000 años cuándo era una hermosa princesa Graecian, esperando que se casara con él. Pero debido a que no le dio su eterna juventud, ella sigue envejeciendo y se vuelve fea, lo que significa que odia a los hombres que ahora ven su mal rostro y aprende magia para convertirlos en animales. Capitán Maravilla y Oggar pelean en su isla, y ella convierte a Billy en una cabra, antes de darle vuelta. Finalmente ayuda al Capitán Maravilla a derrotar a Oggar convirtiéndolo en un jabalí. Salta a un risco y al parecer muere.
Una mujer que reclama ser descendiente de la Circe original aparece más tarde y le da a Superman un suero de evolución, lo cual lo transforma temporalmente en un león después de que este decide no casarse con ella. Ella Deja el planeta cuando Superman regresa a su isla. Al Darse cuenta de que el suero contiene kryptonita, Superman piensa que la Circe original puede haber sido de Krypton. (Action Comics #243)
En tiempos antiguos, Circe es responsable de cambiar a Biron el centauro a un caballo y más tarde le da superpoderes como Cometa el SuperCaballo. Ella es representada como las más heroica durante sus apariciones con Cometa y Supergirl (Action Cómics #293, 311, 323, 331).  También tiene encuentros con Lois Lane y Lana Lang, y batallas con Rip Hunter, quién la conoce durante sus viajes en el tiempo (Superman's Girlfriend Lois Lane # 13, 39, 40, Showcase #21)  . Catwoman utilizó una vez la varita de Circe para convertir a Superman en un gato, pero es devuelto por una pata de gato mágica egipcia momificado usada por Lana Lang.
Más tarde, Saturn Woman (una versión de Saturn Girl de una línea de tiempo alternativa) se plantea como Circe como parte del plan para derrotar a Superman Revenge Squad (Superman # 165).
Durante la Segunda Guerra Mundial, Circe transforma un soldado británico quien iba a estar en la caballería en un centauro, luego, a su muerte, a un caballo. En otro punto de la Guerra, convirtió a los nazis en cerdos y los consumió.
Ella aparece sin nombre en Mujer Maravilla #302 (abril de 1983)  y es identificada como Circe en n.º 305 (julio de 1983) Circe apareció con la misión de matar a la Mujer Maravilla para impedir que se cumpliera la profecía dicha por el Oráculo en la que circe moriría a manos de la Mujer Maravilla. Después de que fallo en matarla con una serie de ataques y hombres híbridos animales, utilizó al dios azteca Tezcatlipoca, quién puso en movimiento una cadena de acontecimientos que enviarían a Mujer Maravilla a las junglas de Tropidor. Circe pidió al dios que enviara relámpagos abajo para matar a la Mujer Maravilla, pero ella desvió los relámpagos hacia los lados incendiando las hierbas que hicieron inmortal a Circe, cumpliendo así la profecía. Circe Entonces desaparece, tragada por el espejo mágico de Obsidian, que el dios utilizó para torturarla con su rostro viejo.
Circe comienza a envejecer normalmente y se ve por última vez ayudando a un grupo de brujos que están tratando de derrotar al Antimonitor. (Mujer maravilla vol. 1 # 302, 305, 312-314, Crisis en las tierras infinitas # 9, 12)

### Después de la Crisis
Después de la Crisis en Tierras Infinitas, Mujer Maravilla y Superman son reiniciados. Todo la continuidad de Circe es borrada y es introducida una historia renovada.

#### Fondo de mitología griega
Circe es la hija de los Titanes Hiperión y Perseis Circe es una bruja poderosa y anterior princesa de Cólquida. Siendo una hermosa hechicera de ojos rojos y pelo violeta, es conocida por convertir personas en animales (a los que se les llama Bestiamorphs), así como por sus poderes de control mental. Circe ha sido una seguidora devota de la diosa Hecate durante miles de años. Ha vivido en la isla de Aeaea donde se convirtió en un ser con una mágia de amplio alcance e influencia sobre porciones del mundo del hombre. Durante su aventura en la isla, Circe se enamoró de Odiseo y le dio tres hijos: Agrius, Latinus, y Telegonus.
Aunque la diosa patrona de Circe Hecate era una descendencia de los Titanes, no era considerada una de los Doce Dioses del Olimpo, aunque Zeus le Dio mucho respeto. Esta se casó con el dios Hades, pero su matrimonio no duro mucho y Hecate fue convertida en la sirvienta. Debido a esto dejó el reino de los dioses y aceptó entregar su alma a su más devota sirviente Circe. Esto causó que Circe pudiera tener su nivel de poder y la inmortalidad de la diosa.

#### Relación con la Mujer Maravilla
Cuando Hecate transfirió su alma a Circe, dijo las palabras: A la muerte de la bruja y el nacimiento de la bruja, Hecate, por su nombre y por su elección, volverá a tomar posesión de su alma. Además de ser diosa de la brujería, Hecate es también una diosa de la luna. Cuando Circe supo que la Mujer Maravilla compartía su nombre con la diosa de la luna Diana, decidió que la advertencia crítica de Hecate debía referirse a ella. Temiendo que Diana robara el alma y el poder de Hecate, Circe decidió destruirla. 
Una vez que Diana se enteró del pronunciamiento de Hecate, ella también sentía que pertenecía a ella, pero por supuesto Diana no tiene ningún deseo de tener el alma de Hecate ni poseer su cuerpo. Esta cuestión es fundamental para el conflicto entre las dos mujeres. 

#### Guerra de los Dioses
La ambición más grande de Circe ere iniciar la guerra entre los dioses de todo el Multiverso DC, evento conocido como la Guerra de los Dioses. La estrategia general de Circe era ganar el poder de todos los panteones belicosos después de que estos se hayan derrotado o destruido unos a otros. Otra trama de la guerra era deshonrar a Diana y las Amazonas a los ojos del mundo al retratarlas como terroristas, aliándose con las amazonas de Bana-Mighdall a este efecto. Fiel a su naturaleza, Circe finalmente los traicionó también. Durante el transcurso de la guerra, Circe logró matar a Hermes, que desde entonces se encontraba en un estado de debilitamiento severo, por estar lejos del Olimpo durante tanto tiempo, y temporalmente priva a Diana volviendo su espalda arcilla, al darse cuenta de la verdad de los engaños de Circe, los héroes de la Tierra lanzaron un asalto contra el Nuevo Olimpo, que Circe había conquistado enfrentándose a los dioses del panteón olímpico y romano.
En otro lugar, con la ayuda de El Espectro, Deadman, y el Phantom Stranger, Diana fue restaurada a la vida y en un esfuerzo concertado con Donna Troya, utilizó el amuleto de Harmonia para abrir un portal a un mundo alterno donde residían los Titanes de Mito. Esto causó que el alma de Hecate se retirara del cuerpo de Circe, el cual rápidamente envejecido y se volvió polvo. Hecate Entonces intento tomar el cuerpo de Diana, pero fue destruida por el Lazo de la Verdad.
Circe Regresó a vida en algún momento más tarde, aunque ninguna explicación nunca ha sido dada para esto.

#### Traición de las amazonas
Después de que las Amazonas de Bana-Mighdall perdieran su ciudad egipcia a manos de los dioses y Diana, se pusieron en contra de Circe, Circe se mantuvo fiel a su palabra y concedió la inmortalidad de las Amazonas Bana-Mighdallian y las teletransportó a Themyscira para que ellas tomasen La isla por sí mismas. Desafortunadamente para ellas, Circe demostró su odio a todas las Amazonas traicionando la alianza que ella tenía con las Amazonas Bana-Mighdallian y las echó de la isla a todas a una dimensión de demonios. Así, ambas tribus de Amazonas pasaron varios años luchando contra los demonios para su propia supervivencia. Cuando Diana descubrió lo que la bruja había hecho, obligó a Circe a devolver a los habitantes de la isla a su ubicación original después de perder una apuesta con ella. 
Esta no es la única vez que Circe ha perdido una apuesta con Wonder Woman y se ve obligada a cancelar un hechizo hecho contra ella. Más tarde, Circe hizo que la reina Hippolyta olvidara quién era y en cambio abrazaba la vida falsa de una ama de casa doméstica. Circe le dijo a Diana que si conseguía que Hippolyta bebiera el antídoto, ella cancelaría su ataque. Diana fue exitosa y Circe se mostró honorable una vez más por la inversión de todos los efectos mágicos como se había prometido. 

#### Donna Milton
Un intenta de Circe por destruir a Diana implicó un disfraz como abogada llamada Donna Milton. En este personaje podía acercarse lo suficiente a Diana como para matarla cuando sus defensas eran bajas. Temiendo que Diana pudiera ver a través de su disfraz con el poder del lazo de la verdad, Circe lanzó un hechizo sobre sí misma. El hechizo hizo que Circe creyera que en realidad era Donna Milton y su verdadera personalidad solo volvería cuando Donna pudiera atacar.
Donna Milton fue contratada por el mafioso Ares Buchanan, quien en realidad era el dios Ares disfrazado. Durante su tiempo juntos formaron una relación romántica y Donna quedó embarazada. Como Donna, Circe realmente se convirtió en una amiga de Diana y terminó salvando su vida de Ares. Él fue absorbido por una agujero negro. Donna ya no trabajaba para Ares, luego dio nacimiento a su hija Lyta Milton y se convirtió en abogada de Diana y la agencia de detectives de Micah Rains. Cuando la Amazonas Artemis estaba batallando sola con el Mago Blanco, Diana se dio cuenta de que Donna era en realidad Circe y le rogó que la ayudara a transportarla al lado de Artemis. No creyendo en Diana y dolida de que su amiga la considerara una villana, Donna le gritó a Diana que se fuera y subconscientemente teletransportó a Diana con Artemis. Conmocionada, los recuerdos de Circe lentamente comenzaron a volver a ella. Todavía poseía algunos de los falsos recuerdos de Donna, luego se teletransportó con Diana para ayudarla en su batalla. Desafortunadamente ella no estaba con su máximo poder ya que todavía tenía lazos con su cuerpo Donna Milton, y el Mago Blanco no se vio afectado por sus ataques mágicos.
Utilizó el resto de su poder para salvar a Diana teletransportándola lejos de la batalla, diciendo sus últimas palabras a Diana "Tú eres mi única Amiga, Diana". Esta es la última vez que vemos a la amiga de Diana, Donna Milton.

#### Horizontes Expandidos
Circe Haría un trato con el señor demonio Neron a cambio de un aumento de poder mágico. Más tarde formó parte de la Banda de la Injusticia reunida por Lex Luthor, junto al Joker, Dr. Luz, y el Amo del Océano. Durante una lucha con el JLA, ella se preocupó por Plastic Man. Sus poderes de cambio de forma le permitieron convertirlo en animal. Más tarde propuso una relación comercial y romántica con Luthor, que inmediatamente terminó.

#### La Bruja y el Guerrero
Poco después de que Imperiex asaltara la Tierra, Circe se alía con Sebastián Ballesteros, quién había usurpado el poder del Cheetah de Barbara Ann Minerva y se volvió amiga de Vanessa Diana girada Kapatelis la nueva Silver Swan. Ballestros También se convirtió en amante de Circe. Vanessa ataca a Wonder Girl, trayendo a Diana a la batalla. Después de que Hippolyta muere salvando a Diana de Imperiex, Circe lanza un ataque sobre la Ciudad de Nueva York. El ataque transformó a los hombres en bestiamorfos excepto a J'onn Jonzz, Chico Bestia y el Hombre Plástico, debido a sus capacidades para cambiar de forma. Ella también encarcelado y transformó a todos de la banda de la Injusticia, especialmente a Luthor. Las únicas que no fueron afectados por el hechizo fueron las mujeres, algunas entraron a la ciudad en un intento de salvar sus amigos y parar el plan de la bruja. Circe había planeado detener el rescate con villanas mujeres uniendo fuerzas y parar a los héroes. Dirigiendo el ataque contra la Mujer Maravilla, a quién también esperaba Circe, enviando a Superman con la apariencia de Doomsday, esperando que Superman y Mujer Maravilla se mataran, mientras transmitía la lucha en una Transmisión global. Después de una lucha prolongada, Diana rompió Circe el hechizo de Circe sobre Superman con su lazo de la verdad. Luthor y el Joker se liberaron y amenazaron a la hija de Circe. Ella rápidamente escapo con sus aliados. Circe Continuó atormentando a Diana y Donna Troya, apareciendo en sus sueños como una Hippolyta moribunda. Diana siguió a Circe al Partenón, donde lucharon en combate. Circe Había lanzado hechizos encima de ella para estar a la par con Diana en ataque físico, pero finalmente es derrotada. Durante la pelea, ella afirmó que su odio hacia Diana estaba alimentado por la hipocresía y la ingenuidad que percibía en las creencias de Diana en un mundo mejor. Intentó incitar a Diana a matarla, pero Diana la ignoró.
También fue rescatada de una posible muerte por las dos hermanas vivas de Gorgon Stheno y Euryale una vez que la isla de Themyscira cayó al mar. Como agradecimiento, Circe revivió a su hermana Medusa muerta desde hacía mucho tiempo, que finalmente se convirtió en un enemiga de la Mujer Maravilla. 
Poco después de la derrota de Medusa, la hija de Circe, Lyta, fue secuestrada por su padre Ares mientras estaba bajo la protección de las amazonas en Themyscira. Confrontando a Ares, pronto descubrió que el tiempo de los dioses estaba en una encrucijada y se unió a Ares como su consorte como el nuevo gobernante del Tártaro. Así, Lyta continuó siendo cuidada por sus dos padres, reunidos.

#### Un año después
En la historia "Un Año Después", Circe fue revelada como la fuente detrás de las nuevas mejoras a la galería de pícaros de la Mujer Maravilla, aumentando su poder "más allá de sus imaginaciones más salvajes". Circe robó los poderes de Diana, explicando que era para vengar a las mujeres maltratadas a quienes ella creía que Diana no tenía ningún interés real en ayudar. Después de completar el hechizo Circe se muestra en un disfraz como el de la Mujer Maravilla pero alterado y procede a matar a los comerciantes de esclavos en varias ciudades.
Esto se parece mucho a un evento escrita por Phil Jiménez en qué Circe mágicamente robo la fuerza de "la mujer más fuerte de la tierra". Durante su batalla con Diana ella procedió a alterar su traje varias veces. Diana al final recupera sus poderes de Circe, más tarde se muestra que Circe y Hércules eran los únicos dioses griegos que desobedecieron las órdenes de Atenea de abandonar el reino terrenal. Se supone que dejó a su hija Lyta a cargo de su padre Ares. 
También fue responsable de dar a Everyman sus poderes de cambio de forma para reemplazar a Sarge Steel en el Departamento de Asuntos Humanitarios e instigar los eventos que condujeron al Ataque de las Amazonas!. Fue durante este argumento que Circe revivió a la madre de la Mujer Maravilla y la convenció de reclamar su trono para atacar a la capital estadounidense, Washington D. C. Una vez que Hippolyta descubrió que parte de los planes de Circe implicaba la destrucción de Themyscira, ataca a Circe, hiriéndola gravemente. ¡Se suponía que había sido asesinada, pero apareció al final de Amazonas Attack! #4 viva y bien. Ella explica que trajo los acontecimientos del ataque de las Amazonas para castigar a los dioses olímpicos para permitir que Ares robara a su hija Lyta de ella. Entonces Circe fue desterrada con Hades.

### Los Nuevos 52
Circe Apareció en Los Nuevos 52 como una bruja pálida, pelirrojo con un vendetta en contra de la Reina Hippolyta
y las Amazonas. Ella se alió con Magog y utilizó sus habilidades mágicas para manipular a Superman en la batalla contra la Mujer Maravilla. Sin embargo la Mujer Maravilla rompió el control mental en Superman y entre los dos vencieron a Circe y Magog.

### DC Renacimiento
Después de los acontecimientos de DC Rebirth, la historia de Circe fue alterada. Siete años después de que Diana saliera de Themyscira para convertirse en Mujer Maravilla, la C.E.O. De Empire Industries, Verónica Cale, realizó un ritual para convocar a Circe con el fin de exigir su venganza contra los Dioses Deimos y Phobos, que habían tomado el alma de Isadore, hija de Cale. Después de negociar, Circe acordó ayudar a Cale. Ella le dio instrucciones detalladas, y luego regresó a su guarida para comenzar su hechizo.
Circe se enfrentó más tarde a la Mujer Maravilla en Al-Doha, Qurac. Hablaba en la lengua nativa amazónica de Diana, lo que hizo que se sorprendiera. Después de matar a varios soldados, Circe engañó a la Mujer Maravilla para que en volviera su lazo alrededor de la bruja, permitiéndole completar el ritual para unir a Deimos y Phobos a formas de perros. Circe luego se teletransportó de vuelta con Verónica Cale y al Doctor Cyber, aliado de Cale. Circe reveló entonces a Cale que el alma de su hija no estaba en la piedra del alma como creía anteriormente. Circe se comunicó con Deimos y Phobos en sus formas animales, descubriendo que el alma de Isadore había sido tomada por Ares, y este estaba encarcelado en Themyscira. Circe se negó a ayudar a Cale, ya que se dio cuenta de que liberar a la hija de Cale implicaría liberar a Ares de su prisión.
Un años más tarde, Circe se alió con Lex Luthor y Ra's al Ghul después de descubrir el pozo de Pandora. El trío luchó contra una criatura que emergió de los pozos, representando su rencor y odio hacia Mujer Maravilla, Superman y Batman. Lograron derrotar a la criatura al combinar sus poderes.

## Poderes y habilidades
Circe es una bruja al nivel de una diosa de poder incalculable y como tal es inmortal. Ella es capaz de transformar la realidad y la materia sólida a través de la magia y los hechizos. Entre otras cosas, puede alterar las mentes, disparar explosiones de energía mágicas destructivas, crear ilusiones, revivir a los muertos (como hizo con Medusa), teletransportarse y transformar objetos y seres. Su "ataque que la caracteriza" es transformar a los seres humanos en animales, como cuando convirtió a los hombres de Odiseo en cerdos. Ella también puede usar sus magias transformadoras en sí misma, aumentando su fuerza, resistencia, velocidad y resistencia a las lesiones, convirtiéndola en una pareja física para la Mujer Maravilla. También es experta en el combate cuerpo a cuerpo
Circe también posee un espejo mágico, a menudo referido como El espejo de Circe, que permite a cualquier persona que lo sostiene alterar sus rasgos físicos convirtiendo en otra persona. Es considerado un objeto prohibido por los dioses del Olimpo, pero ha sido robado varias veces y utilizado por Hércules. Circe también puede convocar y seducir a los hombres hacia ella con sus llamados hipnóticos, melodías vocales, canciones de cuna o canciones, similares a las de una sirena.

## Otras versiones

### Flashpoint
En la cronología alternativa de la historia de "Flashpoint ", Circe fue encarcelada por la hermana de Hippolyta, en la Antártida por descubrir la verdad de la guerra Amazona/Atlante. Traci Trece, después de conseguir a la alta sacerdotisa (Tarot Card) se transporta allí y rompe las cadenas de Circe.

### Batman: The Brave and the bold
Circe Aparece en el cómic número 7 de Batman: The Brave and the bold. Es vista al principio siendo derrotado por Batman y Olympian.

### Scribblenauts Unmasked
Circe aparece en la serie de cómics basadas en el videojuego Scribblenauts Unmasked. Brevemente batalla contra Superman y lo transforma en un cerdo, pero el la derrotar mientras Mujer Maravilla batalla contra Adán Negro

### Sensation Comics Featuring Wonder Woman
Circe aparece en varias historias de la serie de la antología Sensation Comics Presentando a Wonder Woman. En "Defensor de la Verdad", Circe lucha contra la Mujer Maravilla y transforma a los policías civiles alrededor de ellos en centauros. Wonder Woman logra superar la magia de Circe y usa el lazo mágico para contenerla. En "Taketh Away", Wonder Woman y un presentador de show ven un vídeo de Wonder Woman derrotando a Circe en Washington D. C. En "The Problem With Cats", una niña juega con sus muñecas, una de las cuales finge ser Circe.

### La Leyenda de Mujer de Maravilla
Circe aparecería en el segundo volumen de La Leyenda de Mujer Maravilla, una versión de los orígenes de la Mujer Maravilla por Renae de Liz y Ray Dillon. Aun así, DC canceló el proyecto bajo circunstancias desconocidas. De Liz más tarde obras de arte preliminares de Circe por Twitter.

## En otros medios

### Televisión
- Un personaje muy similar a Circe apareció en "Superman and Wonder Woman vs The Sorceress of Time", un episodio de la serie animada de Superman de 1988. La bruja del tiempo se llamó Cyrene (voz de B.J. Ward) y mientras existía un personaje mítico con ese nombre, ella era más semejante a Circe cuya encarnación moderna apareció más temprana ese año. Después de que Superman destruyó un cometa terrestre, parte de ese cometa voló hacia Isla Paraíso y destruyó una prisión que había estado conteniendo a "Cirene". La bruja entonces rápidamente usó su magia para convertir a las amazonas (cuya reina, Hippolyta, aparece en una encarnación moderna) en monstruos y convocó bestias míticas del pasado (como Grifos, Minotauros y Cíclopes). Su plan era usar el Globo de la Oscuridad para destruir toda la tecnología y revivir la era de la magia. La Mujer Maravilla entonces rápidamente trajo a Superman para ayudarla y triunfaron contra la hechicera.
- Circe Aparece en la Liga de la Justicia Ilimitada en el episodio "Esta Cerdita" con la voz de la actriz de Broadway Rachel York, quién también canta el álbum de 1935 Lulu's Back In Town (música por Harry Warren, letra de Al Dubin) en el episodio. Al ser liberada de encarcelamiento en el tártaro, Circe no puede atacar a su antigua enemiga Hippolyta por decreto de Zeus. Ella decide conseguir su venganza a través de la hija de Hippolyta, la Mujer Maravilla. En el episodio, ella muestra sus poderes de transformar humanos y otros objetos a animales, incluso convirtiendo a la Mujer Maravilla en un cerdo, y transformando los ataque de Batarang que Batman le lanzó en palomas. Tiempo después ella decide restaurar a Diana a la normalidad luego de que Batman la rastrea con la ayuda de Zatanna, aceptando un trato donde Batman sacrifica su dignidad al cantar en un club. Circe vuelve aparece en el episodio "Venganzas Mortales", cuándo Mujer Maravilla, Batman y Deadman está intentando encontrar al hechicero que ayudó a Lex Luthor y otros villanos a escapar (esta resulta ser una hechicera diferente de DC Cómics, Tala).

- Circe Aparece en el episodio de Justice League Action "Luthor in Paradise" con la voz de Laura Post. Ella forma alianza con Lex Luthor. intentando robar un artefacto mítico llamado el "Oculus del Argo" de la isla de las Amazonas en Themyscira. Para ir al Reino Prohibido donde el esta el Oculus del Argo al que Hera le había confiado proteger a Hippolyta, Circe y Lex Luthor necesitarían robar la lanza de Hippolyta. Al derrotar a la Mujer Maravilla y a la Reina Hippolyta, reclaman la lanza de la Reina Hippolyta y se dirigen al Reino Prohibido. Ya en el Reino Prohibido, Circe y Lex Luthor obtienen el Oculus del Argo que le da a Lex Luthor los poderes y la apariencia de Zeus. Superman, Mujer Maravilla y Batman llegan a luchar contra los dos villanos pero Circe logra convertirlos lentamente en árboles. Antes de convertirse totalmente en un árbol, la Mujer Maravilla usa su Lazo de la Verdad en Lex Luthor, y le obliga a admitir que abandonaría a Circe después de que todo terminara. Esto hace que Circe se vuelva en contra de Lex Luthor logrando desarmalo del Oculus del Argo, luego son restaurados Superman, Mujer Maravilla y Batman a la normalidad. Mientras Superman captura a Lex, Mujer Maravilla logró atrapar a Circe. Superman, Mujer Maravilla, y Batman vuelven a Themyscira, y la Reina Hippolyta está obligada a enviar a tiene Circe al Tártaro.

### Película
- Circe es mencionado por Mujer Maravilla en la película animada Justice League Dark.

### Videojuegos
- Circe es una villana jefe en el tercer nivel de Justice League Heroes: The Flash. Por el tercer nivel, el Detective Marciano le pregunta a Flash como ayudar a Themyscira, la isla casa de Mujer Maravilla, donde la hechicera Circe ha tomado el control y convertido a todos en animales, y está unido por Flecha Verde. Circe Resbala que Brainiac es detrás de la parcela, pero no da detalles más lejanos.
- Circe aparece en el videojuego DC Universe Online con la voz de Michelle Forbes. En el juego, Circe es la villana mentora mágica que está localizado en Metrópolis, cuando revelado en el oficial DC Universo sitio En línea. Jugadores en la facción de héroe que escoge Mujer Maravilla como mentora le tendrá que afrontar al final de la campaña principal. Circe Tiene un fuerte protagonismo en los #DLC Hijos de paquetes de Trigon y Furia de Amazona pt. 1. Esta también disponible como personaje en el PVP Leyendas de modo de simulacro de batalla, donde los jugadores pueden utilizar personajes icónicos para luchar contra otros.
- En Scribblenauts Desenmascarado: Una DC Aventura de Cómics, Circe es uno de los miles de personajes que puede ser convocados por el jugador.